# Rociana del Condado
Rociana del Condado ist eine spanische Stadt in der Provinz Huelva in der Autonomen Region Andalusien. 2024 hatte die Gemeinde 7.985 Einwohner. Sie befindet sich in der Comarca El Condado.

## Geografie
Die Gemeinde grenzt an die Gemeinden Almonte, Bollullos Par del Condado, Bonares, Niebla und Villarrasa.

## Geschichte
Rociana ist seit dem Neolithikum besiedelt. Die ersten historischen Informationen über Rociana scheinen jedoch aus der Römerzeit zu stammen. Der Name des Ortes wandelte sich im Laufe der Zeit; so hieß er zunächst Rociana und später Rociana del Condado, ein Name, der bis heute erhalten geblieben ist. Offenbar war Rociana nach den muslimischen Invasionen ein Dorf, das zum Königreich (Taifa) von Niebla gehörte. Nach der Eroberung von Niebla durch Alfons X. im Jahr 1262 wurde das Gebiet Teil des Königreichs Kastilien. 1833 wurde Rociana del Condado nach der Abschaffung der Gutsherrschaft von Niebla unabhängig.

## Sehenswürdigkeiten
- Wallfahrtskapelle Ermita de la Santísima Virgen del Socorro
- Pfarrkirche Iglesia Parroquial de S. Bartolomé